# Pomadasys schyrii
Pomadasys schyrii är en fiskart som beskrevs av Steindachner, 1900. Pomadasys schyrii ingår i släktet Pomadasys och familjen Haemulidae. IUCN kategoriserar arten globalt som otillräckligt studerad. Inga underarter finns listade i Catalogue of Life.